# Robert Surtees
Pour les articles homonymes, voir Surtees.
Robert Surtees est un directeur de la photographie américain né le 9 août 1906 à Covington dans le Kentucky et mort le 5 janvier 1985 à Monterey en Californie.
Il est le père de Bruce Surtees, fils de son épouse Maydell (1911-1989).

## Filmographie
- 1943 : Heavenly Music
- 1943 : Nursery Rhyme Mysteries
- 1943 : Don't You Believe It
- 1943 : Election Daze
- 1943 : L'Ange perdu (Lost Angel)
- 1944 : Deux Jeunes Filles et un marin (Two Girls and a Sailor)
- 1944 : Meet the People
- 1944 : Trente Secondes sur Tokyo (Thirty Seconds Over Tokyo) de Mervyn LeRoy
- 1944 : Tendre Symphonie (Music for Millions)
- 1945 : Strange Holiday
- 1945 : Our Vines Have Tender Grapes
- 1946 : Du burlesque à l'opéra (Two Sisters from Boston)
- 1946 : Pas de congé, pas d'amour (No Leave, No Love) de Charles Martin
- 1947 : La Danse inachevée (The Unfinished Dance) de Henry Koster
- 1948 : Tenth Avenue Angel de Roy Rowland
- 1948 : Le Gosse de tout le monde (Big City)
- 1948 : Ainsi sont les femmes (A Date with Judy)
- 1948 : Le Brigand amoureux (The Kissing Bandit), de László Benedek
- 1948 : Acte de violence (Act of Violence)
- 1949 : Big Jack
- 1949 : Le Baiser de minuit (That Midnight Kiss)
- 1949 : L'Intrus (Intruder in the Dust)
- 1950 : Les Mines du roi Salomon (King Solomon's Mines) de Compton Bennett et Andrew Marton
- 1951 : Le Cabaret du soleil couchant (The Strip) de László Kardos
- 1951 : Quo vadis de Mervyn LeRoy
- 1952 : Miracle à Tunis (The Light Touch)
- 1952 : Au pays de la peur (The Wild North)
- 1952 : La Veuve joyeuse (The Merry Widow)
- 1952 : Les Ensorcelés (The Bad and the Beautiful) de Vincente Minnelli
- 1953 : Vaquero (Ride, Vaquero!)
- 1953 : Mogambo
- 1953 : Fort Bravo (Escape from Fort Bravo)
- 1953 : La Roulotte du plaisir (The Long, Long Trailer)
- 1954 : La Vallée des rois (Valley of the Kings)
- 1955 : Le Procès (Trial)
- 1955 : Oklahoma! de Fred Zinnemann
- 1956 : La Loi de la prairie (Tribute to a Bad Man)
- 1956 : Le Cygne (The Swan)
- 1957 : Les Girls
- 1957 : L'Arbre de vie (Raintree County)
- 1958 : Le Fou du cirque (Merry Andrew)
- 1958 : Le Trésor du pendu (The Law and Jake Wade)
- 1959 : Ben-Hur de William Wyler
- 1960 : C'est arrivé à Naples (It Started in Naples)
- 1960 : La Ruée vers l'Ouest (Cimarron)
- 1962 : Les Révoltés du Bounty (Mutiny on the Bounty) de Lewis Milestone
- 1963 : Patrouilleur 109 (PT 109)
- 1964 : Un mari à tout faire (Kisses for My President) de Curtis Bernhardt
- 1965 : Station 3 : Ultra Secret (The Satan Bug)
- 1965 : Sur la piste de la grande caravane (The Hallelujah Trail)
- 1965 : Le Témoin du troisième jour (The Third Day)
- 1966 : La Poursuite impitoyable (The Chase)
- 1966 : Les Centurions (Lost Command)
- 1967 : L'Extravagant Docteur Dolittle (Doctor Dolittle) de Richard Fleischer
- 1967 : Le Lauréat (The Graduate) de Mike Nichols
- 1969 : Sweet Charity
- 1969 : L'Arrangement (The Arrangement)
- 1970 : On n'achète pas le silence (The Liberation of L.B. Jones)
- 1971 : Un été 42 (Summer of '42) de Robert Mulligan
- 1971 : La Dernière séance (The Last Picture Show) de Peter Bogdanovich
- 1972 : John Wayne et les cow-boys (The Cowboys)
- 1972 : L'Autre (The Other)
- 1973 : Les Horizons perdus (Lost Horizon)
- 1973 : L'Or noir de l'Oklahoma (Oklahoma Crude)
- 1973 : L'Arnaque (The Sting) de George Roy Hill
- 1975 : La Kermesse des aigles (The Great Waldo Pepper)
- 1975 : L'Odyssée du Hindenburg (The Hindenburg) de Robert Wise
- 1976 : Une étoile est née (A Star Is Born) de Frank Pierson
- 1977 : Le Tournant de la vie (The Turning Point) de Herbert Ross
- 1978 : Les Chaînes du sang (Bloodbrothers)
- 1978 : Même heure, l'année prochaine (Same Time, Next Year) de Robert Mulligan

## Distinctions
Sauf indication contraire, les informations mentionnées dans cette section peuvent être confirmées par la base de données cinématographiques IMDb,  présente dans la section « Liens externes ».
| Année | Récompense                                | Catégorie                          | Film                                       | Résultat |
| ----- | ----------------------------------------- | ---------------------------------- | ------------------------------------------ | -------- |
| 1945  | 17e cérémonie des Oscars                  | Oscar de la meilleure photographie | Trente Secondes sur Tokyo                  | Nommé    |
| 1948  | Festival international du film de Locarno | Meilleure photographie             | La Danse inachevée                         | Lauréat  |
| 1951  | 23e cérémonie des Oscars                  | Oscar de la meilleure photographie | Les Mines du roi Salomon                   | Lauréat  |
| 1951  | Golden Globes                             | Meilleure photographie             | Les Mines du roi Salomon                   | Lauréat  |
| 1952  | 24e cérémonie des Oscars                  | Oscar de la meilleure photographie | Quo vadis                                  | Nommé    |
| 1952  | Golden Globes                             | Meilleure photographie             | Quo vadis                                  | Lauréat  |
| 1953  | 25e cérémonie des Oscars                  | Oscar de la meilleure photographie | Les Enfoirés                               | Lauréat  |
| 1956  | 28e cérémonie des Oscars                  | Oscar de la meilleure photographie | Oklahoma !                                 | Nommé    |
| 1960  | 32e cérémonie des Oscars                  | Oscar de la meilleure photographie | Ben-Hur                                    | Lauréat  |
| 1963  | 37e cérémonie des Oscars                  | Oscar de la meilleure photographie | Les Révoltés du Bounty                     | Nommé    |
| 1968  | 40e cérémonie des Oscars                  | Oscar de la meilleure photographie | Le Lauréat                                 | Nommé    |
| 1968  | 40e cérémonie des Oscars                  | Oscar de la meilleure photographie | L'Extravagant Docteur Dolittle             | Nommé    |
| 1972  | 44e cérémonie des Oscars                  | Oscar de la meilleure photographie | La Dernière Séance                         | Nommé    |
| 1972  | 44e cérémonie des Oscars                  | Oscar de la meilleure photographie | Un été 42                                  | Nommé    |
| 1977  | National Society of Film Critics          | Meilleure photographie             | La Dernière Séance et Un été 42            | Nommé    |
| 1974  | 46e cérémonie des Oscars                  | Oscar de la meilleure photographie | L'Arnaque                                  | Nommé    |
| 1976  | 48e cérémonie des Oscars                  | Oscar de la meilleure photographie | L'Odyssée du Hindenburg                    | Nommé    |
| 1977  | 49e cérémonie des Oscars                  | Oscar de la meilleure photographie | Une étoile est née                         | Nommé    |
| 1978  | 50e cérémonie des Oscars                  | Oscar de la meilleure photographie | Le Tournant de la vie                      | Nommé    |
| 1979  | 51e cérémonie des Oscars                  | Oscar de la meilleure photographie | Même heure, l'année prochaine (film, 1978) | Nommé    |
| 2017  | Online Film and Television Association    | Meilleure photographie             | Behind the Scenes                          | Lauréat  |